# بکویل (مینه‌سوتا)
بکویل (به انگلیسی: Beckville) یک منطقهٔ مسکونی در ایالات متحده آمریکا است که در مینه‌سوتا واقع شده‌است. بکویل ۳۶۳٫۰۲ متر بالاتر از سطح دریا واقع شده‌است.